# Elias M. Ammons

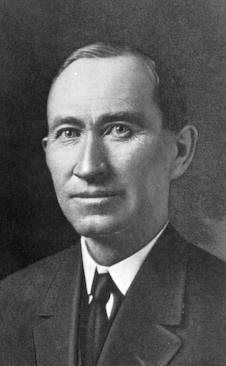
Elias M. Ammons.

Elias Milton Ammons, född 28 juli 1860 i Macon County, North Carolina, död 20 maj 1925 i Denver, Colorado, var en amerikansk politiker. Han var guvernör i delstaten Colorado 1913–1915. Som guvernör skickade han nationalgardet till gruvområdet omkring Trinidad under gruvstrejken i Colorado. Efter flera månader av spänt läge urartade situationen och Ludlowmassakern inträffade den 20 april 1914; sammanlagt 25 personer miste livet som följd av nationalgardets beslut att gå till anfall.
Ammons flyttade 1871 med familjen till Coloradoterritoriet. I en jaktolycka år 1880 träffades han av ett vådaskott i huvudet och sårades svårt. Han gifte sig den 29 januari 1889 med Elizabeth Fleming i Denver och paret fick tre barn. Sonen Teller Ammons var guvernör i Colorado mot slutet av 1930-talet.
Republikanska partiet hade guldmyntfot som en central fråga i partiets valplattform i presidentvalet i USA 1896. I delstatspolitiken hade Ammons påbörjat sin karriär som republikan men guldfrågan avgjorde och han bytte parti till Demokratiska partiet som under ledning av presidentkandidaten William Jennings Bryan tog ställning för silver. Ammons hade en stor ranch i Douglas County och han var med om att starta National Western Stock Show i Denver år 1906.
Ammons vann guvernörsvalet 1912 som demokraternas kandidat och befann sig sedan tidigt under sin ämbetsperiod i ett besvärligt läge på grund av gruvstrejken. Nationalgardet fick som uppgift att trygga gruvägarnas intressen och möjliggöra ersättandet av de strejkande arbetarna med hjälp av strejkbrytare. De strejkande arbetarna stannade kvar i området och bodde i tältbyar. Ludlowmassakern bröt ut då nationalgardet skred till verket att tömma en tältby som fanns på gruvbolagets mark. Elva av dödsoffren var barn som brändes ihjäl i sina tält. Ammons bad USA:s president Woodrow Wilson om hjälp då konflikten mellan gruvarbetarna och nationalgardet såg ut att urarta till ett regelrätt krig. Wilson skickade federala trupper som avväpnade både gruvarbetarna och delstatens nationalgarde.
Efter sin tvååriga mandatperiod som guvernör tjänstgjorde Ammons som verkställande direktör på försäkringsbolaget Farmers Life Insurance Company. Baptisten Ammons gravsattes på Fairmount Cemetery i Denver.